# Киньяр, Паскаль
Паскаль Киньяр (фр. Pascal Quignard; род. 23 апреля 1948, Вернёй-сюр-Авр, департамент Эр) — французский писатель, прозаик, эссеист, переводчик, лауреат Гонкуровской премии (2002). Известность ему принесли романы «Вюртембергский салон» (1986), «Лестницы Шамбора» (1989), «Все утра мира» (1991).

## Биография
Родился в 1948 году в семье преподавателей классической литературы; внук лингвиста Шарля Брюно. Рос в Гавре. Увлекался музыкой и древними языками.
Изучал философию в Университете Париж X — Нантер, где в числе его преподавателей были Эмманюэль Левинас и Поль Рикёр. После 1968 года отошёл от философии.
Киньяр глубоко интересуется музыкой, играет на виолончели, фортепиано и органе. В 1992 году по его инициативе был учреждён Международный фестиваль оперы и театра барокко в Версале; с 1992 по 1994 год он был главным руководителем.
Для творчества Киньяра характерны изысканность стиля, интерес к античной культуре и богатство аллюзий и перекличек, свидетельствующее о незаурядной эрудиции писателя.

### Романы
| Год  | Название на языке оригинала              | Название на русском языке              | Аннотация                                                                     | Прочее                                         |
| ---- | ---------------------------------------- | -------------------------------------- | ----------------------------------------------------------------------------- | ---------------------------------------------- |
| 1979 | Carus                                    | CARUS или Тот, кто дорог своим друзьям |                                                                               |                                                |
| 1984 | Les Tablettes de buis d’Apronenia Avitia | Записки на табличках Апронении Авиции  | Стилизация под дневник древнеримской патрицианки                              |                                                |
| 1986 | Le Salon du Wurtemberg                   | Салон в Вюртемберге                    | Музыкант, играющий на виоле да гамба, затворяется в своем доме в Вюртемберге. |                                                |
| 1989 | Les Escaliers de Chambord                | Лестницы Шамбора                       | Об антикваре, любителе игрушек и замке Шамбор.                                |                                                |
| 1994 | L’amour conjugal                         |                                        |                                                                               |                                                |
| 1994 | L’Occupation américaine                  | Американская оккупация                 | Роман о любви в 1950-х годах                                                  |                                                |
| 2000 | Terrasse à Rome                          | Терраса в Риме                         |                                                                               | Большая премия Французской академии за роман   |
| 2006 | Requiem                                  |                                        |                                                                               |                                                |
| 2006 | Villa Amalia                             | Вилла Амалия                           | О женщине-композиторе                                                         | Экранизация Бенуа Жако с Изабель Юппер (2009). |
| 2011 | Les Solidarités mystérieuses             |                                        |                                                                               |                                                |
| 2016 | Les Larmes                               |                                        |                                                                               |                                                |
| 2017 | Dans ce jardin qu’on aimait              |                                        |                                                                               |                                                |
| 2022 | L’Amour, la Mer                          |                                        |                                                                               |                                                |

### Dernier Royaume
- I: Les ombres errantes, 2002
- II: Sur le jadis, 2002
- III: Abîme, 2002
- IV: Les paradisiaques, 2005
- V: Sordidissimes, 2005
- VI: La barque silencieuse, 2009
- VII: Les Désarçonnés, 2012
- VIII: Vie secrète, 1997
- IX: Mourir de penser, 2014
- X: L’Enfant d’Ingolstadt, 2018
- XI: L’Homme aux trois lettres, 2020

### Traités
- Petits traités, тома 1-8, 1990.

### Récit
- Le Lecteur, 1976
- La Raison, 1990
- «Все утра мира» (Tous les matins du monde, 1991). О французском музыканте XVIII века Марене Маре. Экранизация с Жераром Депардье.

### Новеллы
- Le Petit Cupidon,  2006

### Сказки
- Ethelrude et Wolframm, 2006
- Le Secret du domaine, 1980
- L’Enfant au visage couleur de la mort,  2006
- Triomphe du temps,  2006
- Princesse Vieille Reine, 2015
- Le Chant du marais, 2016.

### Литературные эссе
- ’Être du balbutiement: essai sur Sacher-Masoch, 1969. О Захер-Мазохе.
- La Parole de la Délie: essai sur Maurice Scève, 1974 О Морисе Сэве
- Michel Deguy, 1975. О Мишеле Деги.
- Le Vœu de silence: essai sur Louis-René des Forêts, 1985
- La Réponse à Lord Chandos, 2020

### Об искусстве
- Cécile Reims grave Hans Bellmer, 2006
- Une vie de peintre, Marie Morel 2014
- Babahoum de Mogador, 2014

### Прочее
- Alexandra de Lycophron, 1971. Переиздание: Lycophron et Zétès, 2010
- Écho, suivi de Épistolè Alexandroy, 1975
- Sang, 1976
- Hiems, 1977
- Sarx, 1977
- Les Mots de la terre, de la peur et du sol, 1978
- Inter aerias fagos, 1979
- Sur le défaut de terre, 1979
- Longin, 1985
- Une Gêne technique à l'égard des fragments, 1986
- La leçon de musique, 1987
- «Альбуций» (Albucius), 1990. Об эротическом писателе в Древнем Риме.
- Georges de la Tour, 1991. О художнике Жорже де ла Туре
- La Frontière, 1998
- Le Nom sur le bout de la langue, 1993. Эссе
- «Секс и страх» (Le Sexe et l’Effroi, 1994). Эссе о роли секса в античном мире.
- Les septante, 1994
- Rhétorique spéculative, 1995
- La Haine de la musique, 1996. Эссе
- Vie secrète, 1998
- Tondo, 2002
- Écrits de l'éphémère, 2005
- Pour trouver les Enfers, 2005
- Quartier de la Transportation (avec Jean-Paul Marcheschi),, 2006
- La Nuit sexuelle, 2007
- Boutès, Galilée, 2008
- Medea, 2011
- Sur le désir de se jeter à l’eau, avec Irène Fenoglio, 2011,
- L’Origine de la danse, 2013
- Leçons de Solfège et de piano, 2013
- La Suite des chats et des ânes, 2013
- Sur l’image qui manque à nos jours, 2014
- Sur l’idée d’une communauté de solitaires, 2015
- Critique du jugement, 2015
- Vita e morte di Nitardo, Analogon, 2016.
- Performances de ténèbres, 2017
- Une journée de bonheur, 2017
- La vie n’est pas une biographie, 2019,

## Издания на русском языке
- CARUS или Тот, кто дорог своим друзьям. СПб, Азбука-Классика, 2012
- Альбуций. СПб: Азбука-Классика, 2005. Пер. И. Волевич
- Американская оккупация. М.; Астрель, 2010
- Вилла «Амалия». СПб: Азбука-Классика, 2007. Пер. И. Волевич
- Все утра мира. СПб: Азбука-Классика, 2007. Пер. И. Волевич.
- Записки на табличках Апронении Авиции. СПб: Азбука-Классика, 2004; М.: Текст, 2012. Пер. И. Волевич
- Ладья Харона. М.; Астрель, 2012. Пер. И. Волевич
- Лестницы Шамбора. М.: Флюид/Free Fly, 2004. Пер. И. Волевич
- Ненависть к музыке. Текст, 2021
- Салон в Вюртемберге. СПб: Азбука-Классика, 2008
- Секс и страх. М.: Текст, 2000. Пер. И. Волевич
- Тайная жизнь. Азбука PREMIUM, 2013. Пер. Е. В. Баевская, М. Брусовани.
- Терраса в Риме. СПб: Азбука-Классика, 2005. Пер. И. Волевич

## Награды
- Лауреат Гонкуровской премии 2002 года за книгу «Les ombres errantes»;
- Большая премия Французской академии за роман (2000) за «Террасу в Риме»;
- Премия критики за «Карус» в 1980 году.